# 메이지진구마에역
메이지진구마에역(일본어: 明治神宮前駅、めいじじんぐうまええき)은 일본 도쿄도 시부야구에 있는 철도역이다. 인근에 메이지 신궁이 있다.

## 타는 곳
| 1 | 지요다선   | 요요기우에하라 · 혼아쓰기 방면 (오다큐 선)                                                                         |
| 2 | 지요다선   | 오테마치 · 기타센주 · 아야세 · 도리데 방면 (JR 조반 선)                                                            |
| 3 | 후쿠토신선 | 시부야 · 지유가오카 · 히요시 · 요코하마 · 모토마치·주카가이 방면 (도큐 도요코선·요코하마 고속 철도 미나토미라이선) |
| 4 | 후쿠토신선 | 신주쿠 3초메 · 이케부쿠로 · 고타케무카이하라 · 와코시 · 신린코엔 · 한노 방면 (도부 도조선·세이부 이케부쿠로선)     |

## 역 주변
- NHK 방송 센터
- 기린 맥주 본사
- 국립 요요기 경기장
- 메이지 신궁
- 오모테산도 힐즈
- 요요기 공원
- 하라주쿠역 (야마노테선, JY 19, 환승역)

## 역사
- 1972년 10월 20일 : 지요다선의 철도역이 영업 개시.
- 2008년 6월 14일 : 후쿠토신선의 철도역이 영업 개시.

## 기타
- 이 역을 건설 중이던 1971년 4월에 나우만코끼리 화석이 발견되었다.

## 사진

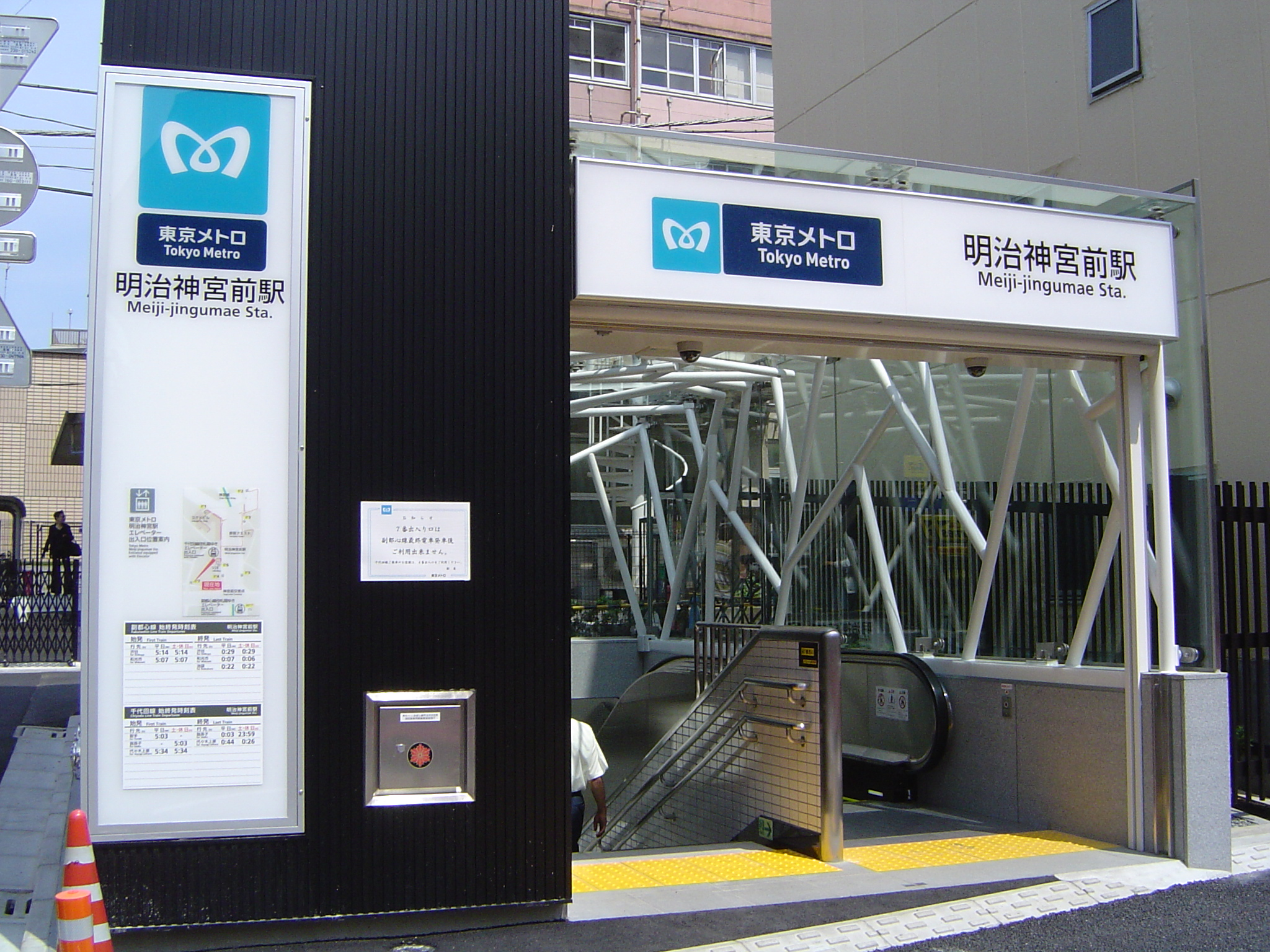
7번 출입구

## 인접역
| 도쿄 메트로 9호선                   | 도쿄 메트로 9호선    | 도쿄 메트로 9호선           |
| ----------------------------------- | -------------------- | --------------------------- |
| C-02 요요기코엔 요요기우에하라 방면 | 지요다선             | 오모테산도 C-04 아야세 방면 |
| 도쿄 메트로 13호선                  |                      |                             |
| F-13 신주쿠 3초메 와코시 방면       | 후쿠토신선 주말 급행 | 시부야 F-16 시부야 방면     |
| F-14 기타산도 와코시 방면           | 후쿠토신선 각역정차  | 시부야 F-16 시부야 방면     |